# SwissTech Convention Center
Le SwissTech Convention Center est un centre de conférence ouvert en 2014 sur le campus de l'École polytechnique fédérale de Lausanne (EPFL), en Suisse. 

## Bâtiment
Le SwissTech Convention Center est un des plus grands centres de congrès de la région lémanique accueillant des événements de renommée internationale. Il se distingue par sa modernité, ses technologies innovantes et par son nombre de salles de conférence et sa capacité adaptable. L’architecture du bâtiment permet à trois auditoires de n’en constituer qu’un seul ; le nombre de sièges de chaque salle peut aussi être modifié en seulement quelques minutes. Cette modularité est basée sur deux mécanismes : un système de murs coulissants et la technologie Gala Venue[réf. nécessaire]. 
Le bâtiment est conçu par le cabinet d'architectes Richter Dahl Rocha & Associés à Lausanne et financé par deux fonds immobiliers du Crédit Suisse pour 120 millions de francs suisses. Le Crédit Suisse est propriétaire de l'immeuble, et l'EPFL paie un loyer annuel de 6 millions de francs suisses. Ce partenariat public-privé est critiqué par le Contrôle fédéral des finances car "les conditions sont défavorables à l'EPFL et favorables à l'investisseur". 
Le soutien financier de la société suisse d'électricité Romande Energie permet de recouvrir la façade ouest du bâtiment de panneaux constitués de cellules solaires à pigment photosensible, également appelées "cellules Grätzel" (d'après Michael Grätzel, professeur de chimie physique à l'EPFL et inventeur de cette technologie). 
Le centre est dirigé par Béat Kunz lors de son ouverture 2014 puis dès juillet  2014 par Julianne Jammers et emploie soixante personnes.
En 2022, le centre est rétrocédé à la Confédération,.

## Événements

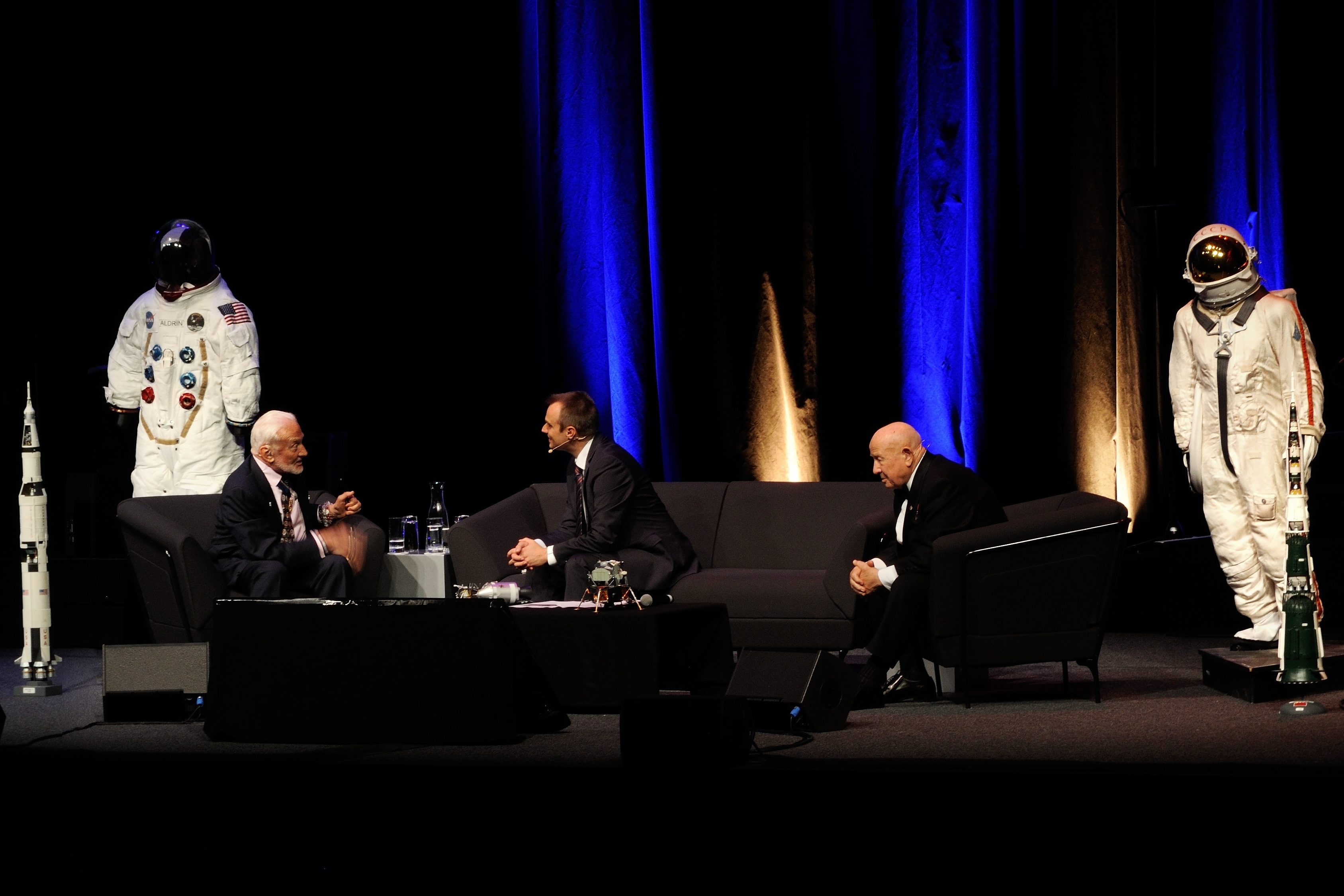
Les pionniers de l'espace Buzz Aldrin et Alexei Leonov au SwissTech Convention Center en 2015.

### Réguliers
- Magistrale (Cérémonie de remise des diplômes EPFL)
- Forum EPFL
- PolyLAN
- Applied Machine Learning Days
- The Spot
- Forum des 100

### Autres
- 13 novembre 2015 : The Moon Race
- Agence spatiale européenne - EUCLID
- Convention Sport Accord 2016
- 11 juillet 2017 : réunion du Comité international olympique à propos des Jeux olympiques d'été de 2024, avec des délégations incluant Emmanuel Macron [7]
- 24 janvier 2018 : tirage au sort pour l'UEFA Nations League 2018-19
- Juin 2019 : la 134e session du Comité international olympique
- 16 décembre 2025 : tirage au sort pour l'Euro 2025